# Pioneros Edison
Los pioneros Edison fueron una organización compuesta por empleados anteriores de Thomas Edison que habían trabajado con el inventor en sus años tempranos. La afiliación estuvo limitada a personas que habían trabajado estrechamente con Edison antes de 1885. 
En 1918, los pioneros Edison se encontraron los pioneros por primera vez, en el 71.º cumpleaños de Edison. Había 37 personas en la primera reunión.
Edison no estuvo presente; y dejó un anuncio "comprometido al servicio de gobierno importante". Se sospechaba que él trabajaba en un proyecto militar desde la Primera Guerra Mundial y estaba todavía en curso. La organización tuvo 100 miembros; y, en años posteriores descendientes de los pioneros de Edison también se les permitía la adhesión.

## Miembros
Miembros de Pioneros Edison:
- Edward Goodrich Acheson (1856–1931)[3]
- William Symes Andrews (1847–1929)[4]
- Juan I. Beggs (1847–1925)[5]
- C. A. Benton
- Sigmund Bergmann
- Charles S. Bradley
- James Burke (1873–1940)*[6]
- C. L. Clame (- 1941)[7]
- George V. Delany (- 1933)[8]
- Charles L Edgar
- Charles L. Eidlitz (1866–1951), ejecutivo empresarial[9]
- William E. Gilmore
- Edwin T. Greenfield
- Martillo de Joseph del William[10]
- John White Howell
- Samuel Insull (1859–1938)[11]
- Francis Jehl[12][13]
- Oscar Junggren[14]
- Alfred W Kiddle
- Isaac Krall[15]
- Lewis Howard Latimer[16][17]
- Thomas Commerford Martin (1856–1924)[5]
- George F. Morrison (1867–1943), Vicepresidente de Compañía Eléctrica General[18]
- H. W. Nelson[19]
- Frederic Nicholls
- John G Ott
- Henry V.Un. Parsell (1868-1962)
- Charles E. Pattison[20]
- Charles R. Precio
- Louis Rau
- Frederick Sargent
- Frederick Un. Scheffler[21][22]
- Elmer Ambrose Sperry (1860–1930)[23]
- Francis Robbins Upton, primer presidente[22]
- Theodore Vandeventer[24]
- Schuyler Skaats Wheeler
- Edwin R. Semanas
- Charles Wirt